# Ante Žaja
Ante Žaja (Sebenico, 18 novembre 1941) è un ex calciatore jugoslavo.
Vinse la prima Coppa di Jugoslavia della storia della squadra spalatina.

## Palmarès
- Coppa di Jugoslavia: 1

Hajduk Spalato: 1966-1967